# Compis (A Pretty Fucking Good Album)
Compis (A Pretty Fucking Good Album) è il quarto album del cantautore italiano Luca Dirisio, pubblicato nel 2011.
Il lavoro è stato realizzato a Londra con il noto produttore Martin Terefe.

## Tracce
Testi e musiche di Federica Camba, Daniele Coro e Luca Dirisio.
1. Orfano del Rock'n'Roll – 5:22
2. Coperto di stelle – 3:41
3. Rondine – 3:14
4. Nell'assenzio (remastered) – 3:09
5. La pazienza (remastered) – 3:48
6. Il mio vicino – 4:22
7. Tu sei in me – 4:13
8. Rappa – 3:35
9. Perché non torni – 3:09
10. Non pensare – 5:09
11. La musica è in coma – 2:45
12. O è amore o non è niente – 4:15
13. Di tutto quello che ora c'è – 3:06
14. Il mio vicino (Alternative Shot in Kensal Town, London, Winter 2010) – 3:38
15. Orfano del rock'n'roll (Acoustic Room Version) – 3:00

Durata totale: 56:26